# Barbados na Letnich Igrzyskach Paraolimpijskich 2008
Barbados na Letnich Igrzyskach paraolimpijskich w Pekinie reprezentował 1 zawodnik.

## Medale
Barbados nie zdobył medalu.

## Kadra

### Pływanie
- David Taylor